# Lanzago
Lanzago is een plaats (frazione) in de Italiaanse gemeente Silea.